# Pluton (film)
Pluton (Platoon) – amerykański dramat wojenny w reżyserii i według scenariusza Olivera Stone'a z 1986. W rolach głównych wystąpili Willem Dafoe oraz Charlie Sheen.

## Fabuła
Rok 1967, Wietnam, kompania Bravo. Na front przybył Chris Taylor, młody chłopak z zamożnej rodziny. Był rekrutem-idealistą, który patrzył optymistycznie na swój kraj. Rzucił studia i zaciągnął się do wojska w imię własnych ideałów. Trafił do plutonu, w którym istniały swoiste podziały napędzane przez dwóch skłóconych dowódców, sierżanta Barnesa, bezwzględnego rygorystę i sierżanta Eliasa, zachowującego spokój i moralną odwagę. Kilka tygodni na froncie w dżungli wystarczyło, by Chris zmienił diametralnie swoje poglądy na temat wojny i wojska. Odkrył też, że najtrudniejszą walką, którą trzeba stoczyć, jest walka z samym sobą – z własnymi słabościami, strachem, gniewem i wycieńczeniem.

## Obsada
- Tom Berenger – sierżant Barnes
- Willem Dafoe – sierżant Elias
- Charlie Sheen – Chris Taylor
- Forest Whitaker – Big Harold
- Francesco Quinn – Rhah
- John C. McGinley – sierżant O’Neill
- Richard Edson – Sal
- Kevin Dillon – Bunny
- Reggie Johnson – Junior
- Keith David – King
- Andrew B. Clark – Tubbs
- Corkey Ford – Manny
- Bob Orwig – szeregowiec Gardner
- Chris Castillejo – Rodriguez
- Ron Barracks – Medyk
- Steve Barredo – Fu Sheng
- Corey Glover – Francis
- James Terry McIlvain – Ace
- Basile Achara – Flash
- Paul Sanchez – Doc
- Ivan Kane – Tony
- Mark Ebenhoch – Ebenhoch
- Peter Hicks – Parker
- Dale Dye – kapitan Harris
- Romy Sevilla – Jednonogi
- Tony Todd – sierżant Warren
- Chris Pedersen – Crawford
- Mark Moses – porucznik Wolfe
- David Neidorf – Tex
- Johnny Depp – Lerner
- Oliver Stone – major Kompanii Alfa

## Nagrody i nominacje
Nagroda Akademii Filmowej
- Najlepszy film – Arnold Kopelson
- Najlepszy reżyser – Oliver Stone
- Najlepszy dźwięk – Charles Grenzbach, John Wilkinson, Richard D. Rogers, Simon Kaye
- Najlepszy montaż – Claire Simpson
- Najlepszy aktor drugoplanowy – Tom Berenger (nominacja)
- Najlepszy aktor drugoplanowy – Willem Dafoe (nominacja)
- Najlepszy scenariusz oryginalny – Oliver Stone (nominacja)
- Najlepsze zdjęcia – Robert Richardson (nominacja)

Złoty Glob
- Najlepszy film dramatyczny
- Najlepszy reżyser – Oliver Stone
- Najlepszy aktor drugoplanowy – Tom Berenger
- Najlepszy scenariusz – Oliver Stone (nominacja)

Międzynarodowy Festiwal Filmowy w Berlinie
- Srebrny Niedźwiedź dla najlepszego reżysera – Oliver Stone
- Złoty Niedźwiedź (nominacja)

BAFTA
- Najlepszy reżyser – Oliver Stone
- Najlepszy montaż – Claire Simpson
- Najlepsze zdjęcia – Robert Richardson (nominacja)

Amerykańska Gildia Reżyserów Filmowych
- Najlepsze osiągnięcie reżyserskie w filmie fabularnym – Oliver Stone

Amerykańska Gildia Scenarzystów
- Najlepszy scenariusz oryginalny – Oliver Stone (nominacja)